# Nijefurd
Nijefurd  è un ex-comune olandese situato nella provincia della Frisia.
Il comune era stato istituito in occasione della riorganizzazione municipale del 1984 della provincia della Frisia (Friesland), a partire dai comuni di Hindeloopen, Stavoren e Workum, più una parte del comune di "Hemelumer Oldeferd" (ossia old vrede, riferito ad un'antica suddivisione giudiziaria). Il 1º gennaio 2011 è entrato a far parte del nuovo comune di Súdwest Fryslân.

## Nuclei urbani del comune
Le cifre sugli abitanti sono prese dal sito ufficiale del Comune e si riferiscono al 31 dicembre del 2004
Il comune comprendeva tre delle undici città storiche della Frisia, che prima del 1984 costituivano comuni indipendenti:
- Hindeloopen (Hylpen in frisone, 860 abitanti), un piccolo porto sullo IJsselmeer, che ricevette diritti urbani nel 1372.
- Stavoren o Staveren (Starum in frisone, 958 abitanti), città, nata nel X secolo sulla costa del IJsselmeer. Ricevette i diritti municipali nel 1118 e fu membro della Lega anseatica a partire dal 1385. La sua prosperità ebbe termine alla fine del Medioevo, a causa dell'insabbiamento del porto.
- Workum (Warkum in frisone, 4 170 abitanti), città dominata da una grande chiesa cattolica e antico porto, che ricevette i diritti municipali nel 1374. Attualmente è il capoluogo e il nucleo abitato maggiore del comune.

Altri villaggi e nuclei urbani, che precedentemente facevano parte del comune di "Hemelumer Oldeferd", sono:
- Koudum (2 753 abitanti), in precedenza capoluogo del comune di "Hemelumer Oldeferd". costruito su un lago prosciugato (Haanmeer).
- Hemelum (Himmelum in frisone, 596 abitanti)
- Molkwerum  (Molkwar in frisone, 363 abitanti)
- Scharl (Skarl in frisone, 70 abitanti)
- Warns (871 abitanti).

- Het Heidenschap (It Heidenskip in frisone. 374 abitanti) faceva precedentemente parte del comune di Workum.

- Nijhuizum (Nijhuzum in frisone, 37 abitanti) faceva parte del comune di Wymbritseradeel (Wymbritseradiel in frisone), oggi comune di Wymbritseradiel.

## Avvenimenti storici
Presso il villaggio di Warns ebbe luogo la battaglia di Reaklif, nella quale fu sconfitto il conte Guglielmo IV d'Olanda il 26 settembre del 1345. In memoria dell'evento si celebra il "Fryske Leaffrouwedei" ("Giornata frisia della Vergine benedetta").